# Pseudolycaea pachypoda
Pseudolycaea pachypoda är en kräftdjursart. Pseudolycaea pachypoda ingår i släktet Pseudolycaea och familjen Lycaeidae. Inga underarter finns listade i Catalogue of Life.